# بيدرو خوان نونيز
بيدرو خوان نونيز (باللاتينية: بيتروس جوانيس نونيسيوس أو فالنتينوس نونيسيوس؛  1525-1602)  كان إنسانياً ومعلماً ناشطاً من بلنسية خلال العصر الذهبي الإسباني. اشتهر بأطروحاته الخطابية القائمة على أعمال هيرموجينيس الخطابية. 

## حياته
حصل نونيز على درجة الماجستير في الآداب من جامعة فالنسيا عام 1546.  وقد عمل فيها بعد التخرج كأستاذ للغة اليونانية.   وقد درس على يد بيتر راموس في باريس في بداية عام 1550.     عاد نونيز إلى جامعة فالنسيا في عام 1552 ليتولى منصب أستاذة للبلاغة.  كما قام بتدريس قواعد اللغة واللغة اللاتينية. وأثناء وجوده هناك قام بتأليف بلاغة المؤسسات (1552)، وهي عبارة عن إعادة صياغة للأعمال الأربعة لمجموعة هيئة هيرموجين، وذلك في سن 27 .     في عام 1557 غادر مع خوان لورنزو بالميرينو للعمل في جامعة سرقسطة، ولكن في عام 1563 عاد مرة أخرى إلى جامعة فالنسيا، حيث واصل النشر عن اللغة اليونانية والبلاغة.  

## أعماله
- قطعة أثرية لخطاب شيشرون نيابة عن كايوس رابيريوس المتهم بالخيانة (1551)، [8]
- خطاب أرسطو في أسباب الغموض (1554) [1] [5]
- ألقاب إم. توليوس شيشرون (1556) [1]
- المؤسسة البلاغية من خمسة كتب (1556) [1]
  - طبعة نقدية: فيران جراو كودينا. فيران غراو كودينا. خطاب بيدرو خوان نوريز (إصدارات ومخطوطات). أطروحة، جامعة فالنسيا، 1994.
- تفسيرات الوضع العالمي في ديونيسيوس الأفريقي (1562) [2]
- عريضة إلى الحبر الأعظم بيوس الخامس لأكاديمية ليدا (1562) [2]
- حول طبيعة تفسير كتابات الآخرين (1570) [1]
- شرح لحالة العالم في ديونيسيوس بيرييجيتا
  - طبعة نقدية: بولين بانديلا جوتيريز. تفسير ديونيسيوس بيريجيتا بقلم بيدرو خوان نونيز. مقدمة الطبعة النقدية والدراسة. أطروحة، جامعة أوفييدو، 2018.
- الأبجدية اليونانية (1571) [5]
- جداول المشاريع البلاغية (1574) [1]
- كتاب صغير عن تغيير اللغة اليونانية إلى اللاتينية [5]
- قواعد علم أصل الكلمة في اللغة اليونانية (1577) [5]
- خلاصة كلمات فرينيتشي العلية (1586) [5]
- De Aristotelis Dectrina Orationes Philosophicae تعاليم أرسطو حول الخطب الفلسفية لثلاثة من فالنتينوروم الثلاثة المميزين (1591، مع بارتولومي خوسيه باسكوال وخوان باوتيستا مونور) [1]
- تدريب، مقدمات لبعض الخطابة برنامج أفثوني خصوصاً (1596) [1] [6] (نُشر في مكسيكو سيتي أيضًا) [9]
- حساب قصير وسهل لأنماط كتابة الحروف (1602) [1] [4]
- التكوين البلاغي: تمليه فن أفثونيوس وهرميجيس (1628) [1] (1577) [6]
- تم إلقاء كلمة في أكاديمية فالنتينا أمام فيليب الثالث، مارغريت النمسا، والملكان ألبرت وإيزابيلا، قادة فلاندرز، الذين كانوا حاضرين في المدارس. [10]
- سبب تقليد نفس الفترة [11]
  - طبعة نقدية: فيكتوريا بينيدا. «طريقة التقليد لبيدرو خوان نونيز». البحث الروماني. 105 (3/4)، 1993، ص. 302 - 314.